# گلیزه ۴۴۵

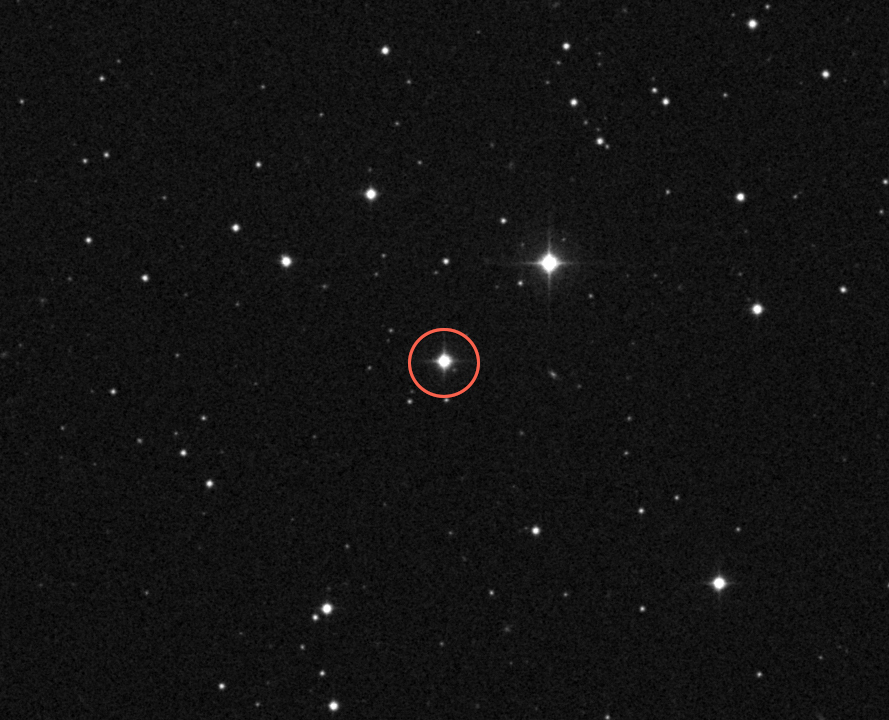
نمایی از ستارهٔ «گلیزه ۴۴۵» (دایره قرمز)

گلیزه ۴۴۵ که پیش‌تر با نام ای‌سی+۷۹ ۳۸۸۸ شناخته می‌شد، یک ستاره است که در صورت فلکی زرافه قرار دارد.